# A Manchester City FC 2017–2018-as szezonja
Ez a szócikk a Manchester City FC 2017–2018-as szezonjáról szól, mely a 116. a fennállásuk óta, 89. az angol első osztályban és 21. a Premier League-ben. A szezonban két trófeát nyertek, a ligakupa döntőjében az Arsenal ellen győztek 3–0-ra. Az ötödik bajnoki címet rekordot jelentő 100 ponttal és szintén rekordot jelentő 106 rúgott góllal nyerték meg, 19 ponttal elhagyva a második Manchester Unitedet, mely szintén rekord a ligában. Az FA-kupában az ötödik körben a Wigan Athletic búcsúztatta őket. A Bajnokok Ligájában a negyeddöntőig jutottak, ahol a Liverpool 5–1-es összesítéssel jutott tovább.

## Mezek
| Hazai | Vendég | Harmadik |

## Játékosok

### Felnőtt keret
A szezon közben távozott játékosok dőlttel jelezve.
| #  |     | Poszt | Név              |
| -- | --- | ----- | ---------------- |
| 1  | CHI | K     | Claudio Bravo    |
| 2  | ENG | V     | Kyle Walker      |
| 3  | BRA | V     | Danilo           |
| 4  | BEL | V     | Vincent Kompany  |
| 5  | ENG | V     | John Stones      |
| 7  | ENG | CS    | Raheem Sterling  |
| 8  | GER | KP    | İlkay Gündoğan   |
| 10 | ARG | CS    | Sergio Agüero    |
| 14 | FRA | V     | Aymeric Laporte  |
| 15 | FRA | V     | Eliaquim Mangala |
| 17 | BEL | KP    | Kevin De Bruyne  |
| 18 | ENG | KP    | Fabian Delph     |
| 19 | GER | CS    | Leroy Sané       |

| #  |     | Poszt | Név                  |
| -- | --- | ----- | -------------------- |
| 20 | POR | KP    | Bernardo Silva       |
| 21 | ESP | KP    | David Silva          |
| 22 | FRA | V     | Benjamin Mendy       |
| 24 | ENG | V     | Tosin Adarabioyo     |
| 25 | BRA | KP    | Fernandinho          |
| 30 | ARG | V     | Nicolás Otamendi     |
| 31 | BRA | K     | Ederson Moraes       |
| 33 | BRA | CS    | Gabriel Jesus        |
| 35 | UKR | KP    | Olekszandr Zincsenko |
| 42 | CIV | KP    | Yaya Touré           |
| 43 | ENG | CS    | Lukas Nmecha         |
| 47 | ENG | KP    | Phil Foden           |
| 55 | ESP | KP    | Brahim Díaz          |

### Átigazolások

#### Érkezők
| Dátum         | Játékos              | Nemzetiség | Poszt       | Honnan            | Átigazolási összeg |
| ------------- | -------------------- | ---------- | ----------- | ----------------- | ------------------ |
| 2017. 07. 01. | Bernardo Silva       | portugál   | középpályás | Monaco            | £ 43 000 000       |
| 2017. 07. 01. | Ederson Moraes       | brazil     | kapus       | Benfica           | £ 35 000 000       |
| 2017. 07. 14. | Kyle Walker          | angol      | hátvéd      | Tottenham Hotspur | £ 50 000 000       |
| 2017. 07. 23. | Danilo Luiz da Silva | brazil     | hátvéd      | Real Madrid       | £ 26 000 000       |
| 2017. 07. 24. | Benjamin Mendy       | francia    | hátvéd      | Monaco            | £ 49 300 000       |
| 2018. 01. 30. | Aymeric Laporte      | francia    | hátvéd      | Athletic Bilbao   | £ 57 000 000       |

Összes kiadás:  £ 260 300 000

#### Távozók
| Dátum         | Játékos            | Nemzetiség        | Poszt       | Hova                | Átigazolási összeg |
| ------------- | ------------------ | ----------------- | ----------- | ------------------- | ------------------ |
| 2017. 05. 31. | Enes Ünal          | török             | csatár      | Villarreal          | £ 12 000 000       |
| 2017. 07. 01. | Wilfredo Caballero | argentin          | kapus       | Chelsea             | ingyen             |
| 2017. 07. 01. | Gaël Clichy        | francia           | hátvéd      | İstanbul Başakşehir | ingyen             |
| 2017. 07. 01. | Jesús Navas        | spanyol           | csatár      | Sevilla             | ingyen             |
| 2017. 07. 01. | Bacary Sagna       | francia           | hátvéd      |                     | ingyen             |
| 2017. 07. 01. | Pablo Zabaleta     | argentin          | hátvéd      | West Ham United     | ingyen             |
| 2017. 07. 11. | Bruno Zuculini     | argentin          | középpályás | Hellas Verona       | nem közölt         |
| 2017. 07. 16. | Nolito             | spanyol           | csatár      | Sevilla             | £ 7 650 000        |
| 2017. 07. 22. | Aleksandar Kolarov | szerb             | hátvéd      | Roma                | £ 5 250 000        |
| 2017. 08. 03. | Kelechi Iheanacho  | nigériai          | csatár      | Leicester City      | £ 25 000 000       |
| 2017. 08. 04. | Fernando           | brazil            | középpályás | Galatasaray         | £ 4 750 000        |
| 2017. 08. 21. | Samir Nasri        | francia           | középpályás | Antalyaspor         | £ 2 000 000        |
| 2017. 08. 31. | Wilfried Bony      | elefántcsontparti | csatár      | Swansea City        | £ 12 000 000       |

Összes bevétel:  £ 68 650 000

#### Kölcsönbe adott játékosok
| Dátumtól      | -ig           | Játékos              | Nemzetiség | Poszt       | Hova            |
| ------------- | ------------- | -------------------- | ---------- | ----------- | --------------- |
| 2017. 07. 01. | 2018. 06. 30. | Angus Gunn           | angol      | kapus       | Norwich City    |
| 2017. 07. 04. | 2018. 06. 30. | Angeliño             | spanyol    | hátvéd      | NAC Breda       |
| 2017. 07. 18. | 2018. 06. 30. | Joe Hart             | angol      | kapus       | West Ham United |
| 2017. 07. 31. | 2018. 06. 30. | Pablo Maffeo         | spanyol    | hátvéd      | Girona          |
| 2017. 08. 01. | 2018. 06. 30. | Aleix García Serrano | spanyol    | középpályás | Girona          |
| 2017. 08. 01. | 2018. 01. 15. | Marlos Moreno        | kolumbiai  | csatár      | Girona          |
| 2017. 08. 28. | 2018. 06. 30. | Patrick Roberts      | angol      | középpályás | Celtic          |
| 2017. 08. 31. | 2018. 06. 30. | Jason Denayer        | belga      | hátvéd      | Galatasaray     |
| 2018. 01. 16. | 2018. 12. 31. | Marlos Moreno        | kolumbiai  | csatár      | Flamengo        |
| 2018. 01. 31. | 2018. 06. 30. | Eliaquim Mangala     | francia    | hátvéd      | Everton         |

## Stáb
| Tulajdonos              | HH Manszúr bin Zajed al-Nahjan |
| Elnök                   | Kaldun al-Mubarak              |
| Vezérigazgató (CEO)     | Ferran Soriano                 |
| Nem ügyvezető igazgatók | Simon Pearce                   |
| Nem ügyvezető igazgatók | Martin Edelman                 |
| Nem ügyvezető igazgatók | Mohamed al-Mazrouei            |
| Nem ügyvezető igazgatók | John Macbeath                  |
| Nem ügyvezető igazgatók | Alberto Galassi                |

| Vezetőedző             | Josep Guardiola   |
| Segédedzők             | Brian Kidd        |
| Segédedzők             | Mikel Arteta      |
| Segédedzők             | Domènec Torrent   |
| Szakmai igazgató (DoF) | Txiki Begiristain |
| U21 edző (EDS)         | Simon Davies      |

## Mérkőzések

### Barátságos találkozók
| 2017. július 21. 04:00 CEST |

| Manchester United       | 2 – 0               | Manchester City |
| ----------------------- | ------------------- | --------------- |
| Lukaku 37' Rashford 39' | (2 – 0) Jegyzőkönyv |                 |

| NRG Stadium, Houston, USA Nézőszám: 67 401 Játékvezető: Ismail Elfath |

| 2017. július 27. 05:30 CEST |

| Manchester City                               | 4 – 1               | Real Madrid      |
| --------------------------------------------- | ------------------- | ---------------- |
| Otamendi 52' Sterling 59' Stones 67' Diaz 82' | (0 – 0) Jegyzőkönyv | 90' Arnaiz Óscar |

| Los Angeles Memorial Coliseum, Los Angeles, USA Nézőszám: 93 098 Játékvezető: Baldomero Toledo |

| 2017. július 30. 00:00 CEST |

| Manchester City                  | 3 – 0               | Tottenham Hotspur |
| -------------------------------- | ------------------- | ----------------- |
| Stones 10' Sterling 72' Diaz 91' | (2 – 0) Jegyzőkönyv |                   |

| Nissan Stadium, Nashville, USA Nézőszám: 56 232 Játékvezető: Fotis Bazakos |

| 2017. július 21. 04:00 CEST |

| Manchester United       | 2 – 0               | Manchester City |
| ----------------------- | ------------------- | --------------- |
| Lukaku 37' Rashford 39' | (2 – 0) Jegyzőkönyv |                 |

| NRG Stadium, Houston, USA Nézőszám: 67 401 Játékvezető: Ismail Elfath |

| 2017. július 27. 05:30 CEST |

| Manchester City                               | 4 – 1               | Real Madrid      |
| --------------------------------------------- | ------------------- | ---------------- |
| Otamendi 52' Sterling 59' Stones 67' Diaz 82' | (0 – 0) Jegyzőkönyv | 90' Arnaiz Óscar |

| Los Angeles Memorial Coliseum, Los Angeles, USA Nézőszám: 93 098 Játékvezető: Baldomero Toledo |

| 2017. július 30. 00:00 CEST |

| Manchester City                  | 3 – 0               | Tottenham Hotspur |
| -------------------------------- | ------------------- | ----------------- |
| Stones 10' Sterling 72' Diaz 91' | (2 – 0) Jegyzőkönyv |                   |

| Nissan Stadium, Nashville, USA Nézőszám: 56 232 Játékvezető: Fotis Bazakos |

| 2017. augusztus 4. 16:00 CEST |

| West Ham United | 0 – 3               | Manchester City                          |
| --------------- | ------------------- | ---------------------------------------- |
|                 | (0 – 1) Jegyzőkönyv | 8' Gabriel Jesus 55' Agüero 70' Sterling |

| Laugardalsvöllur, Reykjavík, Izland Játékvezető: Thoroddur Hjaltalin |

| 2017. augusztus 4. 16:00 CEST |

| West Ham United | 0 – 3               | Manchester City                          |
| --------------- | ------------------- | ---------------------------------------- |
|                 | (0 – 1) Jegyzőkönyv | 8' Gabriel Jesus 55' Agüero 70' Sterling |

| Laugardalsvöllur, Reykjavík, Izland Játékvezető: Thoroddur Hjaltalin |

| 2017. augusztus 15. 18:00 CEST |

| Girona    | 1 – 0               | Manchester City |
| --------- | ------------------- | --------------- |
| Portu 14' | (1 – 0) Jegyzőkönyv |                 |

| Estadi Montilivi, Girona, Spanyolország |

| 2017. augusztus 15. 18:00 CEST |

| Girona    | 1 – 0               | Manchester City |
| --------- | ------------------- | --------------- |
| Portu 14' | (1 – 0) Jegyzőkönyv |                 |

| Estadi Montilivi, Girona, Spanyolország |

### Bajnokság
| 2017. augusztus 12. 18:30 CEST 1. forduló |

| Brighton & Hove Albion | 0 – 2               | Manchester City     |
| ---------------------- | ------------------- | ------------------- |
|                        | (0 – 0) Jegyzőkönyv | 70' Agüero 75' Dunk |

| Amex Stadium, Brighton Nézőszám: 30 415 Játékvezető: Michael Oliver |

| 2017. augusztus 19. 16:00 CEST 2. forduló |

| Manchester City         | 1 – 1               | Everton                     |
| ----------------------- | ------------------- | --------------------------- |
| Walker 44′ Sterling 82' | (0 – 1) Jegyzőkönyv | 35' Rooney 88′ Schneiderlin |

| City of Manchester Stadion, Manchester Nézőszám: 49 108 Játékvezető: Robert Medley |

| 2017. augusztus 26. 13:30 CEST 3. forduló |

| Bournemouth | 1 – 2               | Manchester City                         |
| ----------- | ------------------- | --------------------------------------- |
| Daniels 13' | (1 – 1) Jegyzőkönyv | 21' Gabriel Jesus 90+7' 90+10′ Sterling |

| Dean Court, Bournemouth Nézőszám: 10 419 Játékvezető: Mike Dean |

| 2017. augusztus 12. 18:30 CEST 1. forduló |

| Brighton & Hove Albion | 0 – 2               | Manchester City     |
| ---------------------- | ------------------- | ------------------- |
|                        | (0 – 0) Jegyzőkönyv | 70' Agüero 75' Dunk |

| Amex Stadium, Brighton Nézőszám: 30 415 Játékvezető: Michael Oliver |

| 2017. augusztus 19. 16:00 CEST 2. forduló |

| Manchester City         | 1 – 1               | Everton                     |
| ----------------------- | ------------------- | --------------------------- |
| Walker 44′ Sterling 82' | (0 – 1) Jegyzőkönyv | 35' Rooney 88′ Schneiderlin |

| City of Manchester Stadion, Manchester Nézőszám: 49 108 Játékvezető: Robert Medley |

| 2017. augusztus 26. 13:30 CEST 3. forduló |

| Bournemouth | 1 – 2               | Manchester City                         |
| ----------- | ------------------- | --------------------------------------- |
| Daniels 13' | (1 – 1) Jegyzőkönyv | 21' Gabriel Jesus 90+7' 90+10′ Sterling |

| Dean Court, Bournemouth Nézőszám: 10 419 Játékvezető: Mike Dean |

| 2017. szeptember 9. 13:30 CEST 4. forduló |

| Manchester City                                   | 5 – 0               | Liverpool |
| ------------------------------------------------- | ------------------- | --------- |
| Agüero 24' Gabriel Jesus 45+6' 53' Sané 77' 90+1' | (2 – 0) Jegyzőkönyv | 37′ Mané  |

| City of Manchester Stadion, Manchester Nézőszám: 54 172 Játékvezető: Jonathan Moss |

| 2017. szeptember 16. 16:00 CEST 5. forduló |

| Watford | 0 – 6               | Manchester City                                                           |
| ------- | ------------------- | ------------------------------------------------------------------------- |
|         | (0 – 3) Jegyzőkönyv | 27' 31' 81' Agüero 38' Gabriel Jesus 63' Otamendi 89' (11-esből) Sterling |

| Vicarage Road, Watford Nézőszám: 20 305 Játékvezető: Anthony Taylor |

| 2017. szeptember 23. 16:00 CEST 6. forduló |

| Manchester City                                | 5 – 0               | Crystal Palace |
| ---------------------------------------------- | ------------------- | -------------- |
| Sané 44' Sterling 51' 59' Agüero 79' Delph 89' | (1 – 0) Jegyzőkönyv |                |

| City of Manchester Stadion, Manchester Nézőszám: 53 526 Játékvezető: Neil Swarbrick |

| 2017. szeptember 30. 18:30 CEST 7. forduló |

| Chelsea | 0 – 1               | Manchester City |
| ------- | ------------------- | --------------- |
|         | (0 – 0) Jegyzőkönyv | 67' De Bruyne   |

| Stamford Bridge, London Nézőszám: 41 530 Játékvezető: Martin Atkinson |

| 2017. szeptember 9. 13:30 CEST 4. forduló |

| Manchester City                                   | 5 – 0               | Liverpool |
| ------------------------------------------------- | ------------------- | --------- |
| Agüero 24' Gabriel Jesus 45+6' 53' Sané 77' 90+1' | (2 – 0) Jegyzőkönyv | 37′ Mané  |

| City of Manchester Stadion, Manchester Nézőszám: 54 172 Játékvezető: Jonathan Moss |

| 2017. szeptember 16. 16:00 CEST 5. forduló |

| Watford | 0 – 6               | Manchester City                                                           |
| ------- | ------------------- | ------------------------------------------------------------------------- |
|         | (0 – 3) Jegyzőkönyv | 27' 31' 81' Agüero 38' Gabriel Jesus 63' Otamendi 89' (11-esből) Sterling |

| Vicarage Road, Watford Nézőszám: 20 305 Játékvezető: Anthony Taylor |

| 2017. szeptember 23. 16:00 CEST 6. forduló |

| Manchester City                                | 5 – 0               | Crystal Palace |
| ---------------------------------------------- | ------------------- | -------------- |
| Sané 44' Sterling 51' 59' Agüero 79' Delph 89' | (1 – 0) Jegyzőkönyv |                |

| City of Manchester Stadion, Manchester Nézőszám: 53 526 Játékvezető: Neil Swarbrick |

| 2017. szeptember 30. 18:30 CEST 7. forduló |

| Chelsea | 0 – 1               | Manchester City |
| ------- | ------------------- | --------------- |
|         | (0 – 0) Jegyzőkönyv | 67' De Bruyne   |

| Stamford Bridge, London Nézőszám: 41 530 Játékvezető: Martin Atkinson |

| 2017. október 14. 16:00 CEST 8. forduló |

| Manchester City                                                                       | 7 – 2               | Stoke City           |
| ------------------------------------------------------------------------------------- | ------------------- | -------------------- |
| Gabriel Jesus 17' 55' Sterling 18' D. Silva 27' Fernandinho 60' Sané 62' B. Silva 79' | (3 – 1) Jegyzőkönyv | 44' Diouf 47' Walker |

| City of Manchester Stadion, Manchester Nézőszám: 54 128 Játékvezető: Craig Pawson |

| 2017. október 21. 16:00 CEST 9. forduló |

| Manchester City                             | 3 – 0               | Burnley |
| ------------------------------------------- | ------------------- | ------- |
| Agüero 30' (11-esből) Otamendi 73' Sané 75' | (1 – 0) Jegyzőkönyv |         |

| City of Manchester Stadion, Manchester Nézőszám: 54 118 Játékvezető: Roger East |

| 2017. október 28. 16:00 CEST 10. forduló |

| West Bromwich Albion         | 2 – 3               | Manchester City                       |
| ---------------------------- | ------------------- | ------------------------------------- |
| Rodriguez 13' Phillips 90+2' | (1 – 2) Jegyzőkönyv | 10' Sané 15' Fernandinho 64' Sterling |

| The Hawthorns, West Bromwich Nézőszám: 24 003 Játékvezető: Mike Jones |

| 2017. október 14. 16:00 CEST 8. forduló |

| Manchester City                                                                       | 7 – 2               | Stoke City           |
| ------------------------------------------------------------------------------------- | ------------------- | -------------------- |
| Gabriel Jesus 17' 55' Sterling 18' D. Silva 27' Fernandinho 60' Sané 62' B. Silva 79' | (3 – 1) Jegyzőkönyv | 44' Diouf 47' Walker |

| City of Manchester Stadion, Manchester Nézőszám: 54 128 Játékvezető: Craig Pawson |

| 2017. október 21. 16:00 CEST 9. forduló |

| Manchester City                             | 3 – 0               | Burnley |
| ------------------------------------------- | ------------------- | ------- |
| Agüero 30' (11-esből) Otamendi 73' Sané 75' | (1 – 0) Jegyzőkönyv |         |

| City of Manchester Stadion, Manchester Nézőszám: 54 118 Játékvezető: Roger East |

| 2017. október 28. 16:00 CEST 10. forduló |

| West Bromwich Albion         | 2 – 3               | Manchester City                       |
| ---------------------------- | ------------------- | ------------------------------------- |
| Rodriguez 13' Phillips 90+2' | (1 – 2) Jegyzőkönyv | 10' Sané 15' Fernandinho 64' Sterling |

| The Hawthorns, West Bromwich Nézőszám: 24 003 Játékvezető: Mike Jones |

| 2017. november 5. 15:15 CET 11. forduló |

| Manchester City                                       | 3 – 1               | Arsenal       |
| ----------------------------------------------------- | ------------------- | ------------- |
| De Bruyne 19' Agüero 50' (11-esből) Gabriel Jesus 74' | (1 – 0) Jegyzőkönyv | 65' Lacazette |

| City of Manchester Stadion, Manchester Nézőszám: 54 286 Játékvezető: Michael Oliver |

| 2017. november 18. 16:00 CET 12. forduló |

| Leicester City | 0 – 2               | Manchester City                 |
| -------------- | ------------------- | ------------------------------- |
|                | (0 – 1) Jegyzőkönyv | 45' Gabriel Jesus 49' De Bruyne |

| King Power Stadion, Leicester Nézőszám: 31 908 Játékvezető: Graham Scott |

| 2017. november 26. 17:00 CET 13. forduló |

| Huddersfield Town               | 1 – 2               | Manchester City                    |
| ------------------------------- | ------------------- | ---------------------------------- |
| Otamendi 45+1' Van La Parra 96′ | (1 – 0) Jegyzőkönyv | 47' (11-esből) Agüero 84' Sterling |

| Kirklees Stadion, Huddersfield Nézőszám: 24 121 Játékvezető: Craig Pawson |

| 2017. november 29. 21:00 CET 14. forduló |

| Manchester City              | 2 – 1               | Southampton |
| ---------------------------- | ------------------- | ----------- |
| De Bruyne 47' Sterling 90+6' | (0 – 0) Jegyzőkönyv | 75' Romeu   |

| City of Manchester Stadion, Manchester Nézőszám: 53 407 Játékvezető: Paul Tierney |

| 2017. november 5. 15:15 CET 11. forduló |

| Manchester City                                       | 3 – 1               | Arsenal       |
| ----------------------------------------------------- | ------------------- | ------------- |
| De Bruyne 19' Agüero 50' (11-esből) Gabriel Jesus 74' | (1 – 0) Jegyzőkönyv | 65' Lacazette |

| City of Manchester Stadion, Manchester Nézőszám: 54 286 Játékvezető: Michael Oliver |

| 2017. november 18. 16:00 CET 12. forduló |

| Leicester City | 0 – 2               | Manchester City                 |
| -------------- | ------------------- | ------------------------------- |
|                | (0 – 1) Jegyzőkönyv | 45' Gabriel Jesus 49' De Bruyne |

| King Power Stadion, Leicester Nézőszám: 31 908 Játékvezető: Graham Scott |

| 2017. november 26. 17:00 CET 13. forduló |

| Huddersfield Town               | 1 – 2               | Manchester City                    |
| ------------------------------- | ------------------- | ---------------------------------- |
| Otamendi 45+1' Van La Parra 96′ | (1 – 0) Jegyzőkönyv | 47' (11-esből) Agüero 84' Sterling |

| Kirklees Stadion, Huddersfield Nézőszám: 24 121 Játékvezető: Craig Pawson |

| 2017. november 29. 21:00 CET 14. forduló |

| Manchester City              | 2 – 1               | Southampton |
| ---------------------------- | ------------------- | ----------- |
| De Bruyne 47' Sterling 90+6' | (0 – 0) Jegyzőkönyv | 75' Romeu   |

| City of Manchester Stadion, Manchester Nézőszám: 53 407 Játékvezető: Paul Tierney |

| 2017. december 3. 17:00 CET 15. forduló |

| Manchester City           | 2 – 1               | West Ham United |
| ------------------------- | ------------------- | --------------- |
| Otamendi 57' D. Silva 83' | (0 – 1) Jegyzőkönyv | 44' Ogbonna     |

| City of Manchester Stadion, Manchester Nézőszám: 54 203 Játékvezető: Mike Dean |

| 2017. december 10. 17:30 CET 16. forduló |

| Manchester United | 1 – 2               | Manchester City           |
| ----------------- | ------------------- | ------------------------- |
| Rashford 45+2'    | (1 – 1) Jegyzőkönyv | 43' D. Silva 54' Otamendi |

| Old Trafford, Manchester Nézőszám: 74 847 Játékvezető: Michael Oliver |

| 2017. december 13. 20:45 CET 17. forduló |

| Swansea City | 0 – 4               | Manchester City                           |
| ------------ | ------------------- | ----------------------------------------- |
|              | (0 – 2) Jegyzőkönyv | 27' 52' D. Silva 34' De Bruyne 85' Agüero |

| Liberty Stadion, Swansea Nézőszám: 20 870 Játékvezető: Anthony Taylor |

| 2017. december 16. 18:30 CET 18. forduló |

| Manchester City                             | 4 – 1               | Tottenham Hotspur |
| ------------------------------------------- | ------------------- | ----------------- |
| Gündoğan 14' De Bruyne 70' Sterling 80' 90' | (1 – 0) Jegyzőkönyv | 90+3' Eriksen     |

| City of Manchester Stadion, Manchester Nézőszám: 54 214 Játékvezető: Craig Pawson |

| 2017. december 23. 16:00 CET 19. forduló |

| Manchester City                        | 4 – 0               | Bournemouth |
| -------------------------------------- | ------------------- | ----------- |
| Agüero 27' 79' Sterling 53' Danilo 85' | (1 – 0) Jegyzőkönyv |             |

| City of Manchester Stadion, Manchester Nézőszám: 54 270 Játékvezető: Mike Jones |

| 2017. december 27. 20:45 CET 20. forduló |

| Newcastle United | 0 – 1               | Manchester City |
| ---------------- | ------------------- | --------------- |
|                  | (0 – 1) Jegyzőkönyv | 31' Sterling    |

| St James’ Park, Newcastle upon Tyne Nézőszám: 52 311 Játékvezető: Andre Marriner |

| 2017. december 31. 13:00 CET 21. forduló |

| Crystal Palace | 0 – 0       | Manchester City |
| -------------- | ----------- | --------------- |
|                | Jegyzőkönyv |                 |

| Selhurst Park, London Nézőszám: 25 804 Játékvezető: Jonathan Moss |

| 2017. december 3. 17:00 CET 15. forduló |

| Manchester City           | 2 – 1               | West Ham United |
| ------------------------- | ------------------- | --------------- |
| Otamendi 57' D. Silva 83' | (0 – 1) Jegyzőkönyv | 44' Ogbonna     |

| City of Manchester Stadion, Manchester Nézőszám: 54 203 Játékvezető: Mike Dean |

| 2017. december 10. 17:30 CET 16. forduló |

| Manchester United | 1 – 2               | Manchester City           |
| ----------------- | ------------------- | ------------------------- |
| Rashford 45+2'    | (1 – 1) Jegyzőkönyv | 43' D. Silva 54' Otamendi |

| Old Trafford, Manchester Nézőszám: 74 847 Játékvezető: Michael Oliver |

| 2017. december 13. 20:45 CET 17. forduló |

| Swansea City | 0 – 4               | Manchester City                           |
| ------------ | ------------------- | ----------------------------------------- |
|              | (0 – 2) Jegyzőkönyv | 27' 52' D. Silva 34' De Bruyne 85' Agüero |

| Liberty Stadion, Swansea Nézőszám: 20 870 Játékvezető: Anthony Taylor |

| 2017. december 16. 18:30 CET 18. forduló |

| Manchester City                             | 4 – 1               | Tottenham Hotspur |
| ------------------------------------------- | ------------------- | ----------------- |
| Gündoğan 14' De Bruyne 70' Sterling 80' 90' | (1 – 0) Jegyzőkönyv | 90+3' Eriksen     |

| City of Manchester Stadion, Manchester Nézőszám: 54 214 Játékvezető: Craig Pawson |

| 2017. december 23. 16:00 CET 19. forduló |

| Manchester City                        | 4 – 0               | Bournemouth |
| -------------------------------------- | ------------------- | ----------- |
| Agüero 27' 79' Sterling 53' Danilo 85' | (1 – 0) Jegyzőkönyv |             |

| City of Manchester Stadion, Manchester Nézőszám: 54 270 Játékvezető: Mike Jones |

| 2017. december 27. 20:45 CET 20. forduló |

| Newcastle United | 0 – 1               | Manchester City |
| ---------------- | ------------------- | --------------- |
|                  | (0 – 1) Jegyzőkönyv | 31' Sterling    |

| St James’ Park, Newcastle upon Tyne Nézőszám: 52 311 Játékvezető: Andre Marriner |

| 2017. december 31. 13:00 CET 21. forduló |

| Crystal Palace | 0 – 0       | Manchester City |
| -------------- | ----------- | --------------- |
|                | Jegyzőkönyv |                 |

| Selhurst Park, London Nézőszám: 25 804 Játékvezető: Jonathan Moss |

| 2018. január 2. 21:00 CET 22. forduló |

| Manchester City                      | 3 – 1               | Watford  |
| ------------------------------------ | ------------------- | -------- |
| Sterling 53' Kabasele 13' Agüero 63' | (2 – 0) Jegyzőkönyv | 82' Gray |

| City of Manchester Stadion, Manchester Nézőszám: 53 556 Játékvezető: Lee Mason |

| 2018. január 14. 17:00 CET 23. forduló |

| Liverpool                                             | 4 – 3               | Manchester City                      |
| ----------------------------------------------------- | ------------------- | ------------------------------------ |
| Oxlade-Chamberlain 9' Firmino 59' Mané 61' Szaláh 68' | (1 – 1) Jegyzőkönyv | 40' Sané 84' B. Silva 90+1' Gündoğan |

| Anfield Stadion, Liverpool Nézőszám: 53 285 Játékvezető: Andre Marriner |

| 2018. január 20. 18:30 CET 24. forduló |

| Manchester City               | 3 – 1               | Newcastle United |
| ----------------------------- | ------------------- | ---------------- |
| Agüero 34' 63' (11-esből) 83' | (1 – 0) Jegyzőkönyv | 67' Murphy       |

| City of Manchester Stadion, Manchester Nézőszám: 54 452 Játékvezető: Paul Tierney |

| 2018. január 31. 21:00 CET 25. forduló |

| Manchester City                          | 3 – 0               | West Bromwich Albion |
| ---------------------------------------- | ------------------- | -------------------- |
| Fernandinho 19' De Bruyne 68' Agüero 89' | (1 – 0) Jegyzőkönyv |                      |

| City of Manchester Stadion, Manchester Nézőszám: 53 241 Játékvezető: Robert Madley |

| 2018. január 2. 21:00 CET 22. forduló |

| Manchester City                      | 3 – 1               | Watford  |
| ------------------------------------ | ------------------- | -------- |
| Sterling 53' Kabasele 13' Agüero 63' | (2 – 0) Jegyzőkönyv | 82' Gray |

| City of Manchester Stadion, Manchester Nézőszám: 53 556 Játékvezető: Lee Mason |

| 2018. január 14. 17:00 CET 23. forduló |

| Liverpool                                             | 4 – 3               | Manchester City                      |
| ----------------------------------------------------- | ------------------- | ------------------------------------ |
| Oxlade-Chamberlain 9' Firmino 59' Mané 61' Szaláh 68' | (1 – 1) Jegyzőkönyv | 40' Sané 84' B. Silva 90+1' Gündoğan |

| Anfield Stadion, Liverpool Nézőszám: 53 285 Játékvezető: Andre Marriner |

| 2018. január 20. 18:30 CET 24. forduló |

| Manchester City               | 3 – 1               | Newcastle United |
| ----------------------------- | ------------------- | ---------------- |
| Agüero 34' 63' (11-esből) 83' | (1 – 0) Jegyzőkönyv | 67' Murphy       |

| City of Manchester Stadion, Manchester Nézőszám: 54 452 Játékvezető: Paul Tierney |

| 2018. január 31. 21:00 CET 25. forduló |

| Manchester City                          | 3 – 0               | West Bromwich Albion |
| ---------------------------------------- | ------------------- | -------------------- |
| Fernandinho 19' De Bruyne 68' Agüero 89' | (1 – 0) Jegyzőkönyv |                      |

| City of Manchester Stadion, Manchester Nézőszám: 53 241 Játékvezető: Robert Madley |

| 2018. február 3. 13:30 CET 26. forduló |

| Burnley         | 1 – 1               | Manchester City |
| --------------- | ------------------- | --------------- |
| Guðmundsson 82' | (0 – 1) Jegyzőkönyv | 22' Danilo      |

| Turf Moor, Burnley Nézőszám: 21 658 Játékvezető: Martin Atkinson |

| 2018. február 10. 18:30 CET 27. forduló |

| Manchester City                    | 5 – 1               | Leicester City |
| ---------------------------------- | ------------------- | -------------- |
| Sterling 3' Agüero 48' 53' 77' 90' | (1 – 1) Jegyzőkönyv | 24' Vardy      |

| City of Manchester Stadion, Manchester Nézőszám: 54 416 Játékvezető: Mike Jones |

| 2018. március 1. 20:45 CET 28. forduló |

| Arsenal | 0 – 3               | Manchester City                    |
| ------- | ------------------- | ---------------------------------- |
|         | (0 – 3) Jegyzőkönyv | 15' B. Silva 28' D. Silva 33' Sané |

| Emirates Stadion, London Nézőszám: 58 420 Játékvezető: Andre Marriner |

| 2018. február 3. 13:30 CET 26. forduló |

| Burnley         | 1 – 1               | Manchester City |
| --------------- | ------------------- | --------------- |
| Guðmundsson 82' | (0 – 1) Jegyzőkönyv | 22' Danilo      |

| Turf Moor, Burnley Nézőszám: 21 658 Játékvezető: Martin Atkinson |

| 2018. február 10. 18:30 CET 27. forduló |

| Manchester City                    | 5 – 1               | Leicester City |
| ---------------------------------- | ------------------- | -------------- |
| Sterling 3' Agüero 48' 53' 77' 90' | (1 – 1) Jegyzőkönyv | 24' Vardy      |

| City of Manchester Stadion, Manchester Nézőszám: 54 416 Játékvezető: Mike Jones |

| 2018. március 1. 20:45 CET 28. forduló |

| Arsenal | 0 – 3               | Manchester City                    |
| ------- | ------------------- | ---------------------------------- |
|         | (0 – 3) Jegyzőkönyv | 15' B. Silva 28' D. Silva 33' Sané |

| Emirates Stadion, London Nézőszám: 58 420 Játékvezető: Andre Marriner |

| 2018. március 4. 17:00 CET 29. forduló |

| Manchester City | 1 – 0               | Chelsea |
| --------------- | ------------------- | ------- |
| B. Silva 46'    | (0 – 0) Jegyzőkönyv |         |

| City of Manchester Stadion, Manchester Nézőszám: 54 328 Játékvezető: Michael Oliver |

| 2018. március 12. 21:00 CET 30. forduló |

| Stoke City | 0 – 2               | Manchester City  |
| ---------- | ------------------- | ---------------- |
|            | (0 – 1) Jegyzőkönyv | 10' 50' D. Silva |

| bet365 Stadion, Stoke-on-Trent Nézőszám: 29 138 Játékvezető: Jonathan Moss |

| 2018. március 31. 18:30 CEST 32. forduló |

| Everton     | 1 – 3               | Manchester City                        |
| ----------- | ------------------- | -------------------------------------- |
| Bolasie 63' | (0 – 3) Jegyzőkönyv | 4' Sané 12' Gabriel Jesus 37' Sterling |

| Goodison Park, Liverpool Nézőszám: 39 221 Játékvezető: Paul Tierney |

| 2018. március 4. 17:00 CET 29. forduló |

| Manchester City | 1 – 0               | Chelsea |
| --------------- | ------------------- | ------- |
| B. Silva 46'    | (0 – 0) Jegyzőkönyv |         |

| City of Manchester Stadion, Manchester Nézőszám: 54 328 Játékvezető: Michael Oliver |

| 2018. március 12. 21:00 CET 30. forduló |

| Stoke City | 0 – 2               | Manchester City  |
| ---------- | ------------------- | ---------------- |
|            | (0 – 1) Jegyzőkönyv | 10' 50' D. Silva |

| bet365 Stadion, Stoke-on-Trent Nézőszám: 29 138 Játékvezető: Jonathan Moss |

| 2018. március 31. 18:30 CEST 32. forduló |

| Everton     | 1 – 3               | Manchester City                        |
| ----------- | ------------------- | -------------------------------------- |
| Bolasie 63' | (0 – 3) Jegyzőkönyv | 4' Sané 12' Gabriel Jesus 37' Sterling |

| Goodison Park, Liverpool Nézőszám: 39 221 Játékvezető: Paul Tierney |

| 2018. április 7. 18:30 CEST 33. forduló |

| Manchester City          | 2 – 3               | Manchester United          |
| ------------------------ | ------------------- | -------------------------- |
| Kompany 25' Gündoğan 30' | (2 – 0) Jegyzőkönyv | 53' 55' Pogba 69' Smalling |

| City of Manchester Stadion, Manchester Nézőszám: 54 259 Játékvezető: Martin Atkinson |

| 2018. április 14. 20:45 CEST 34. forduló |

| Tottenham Hotspur | 1 – 3               | Manchester City                                        |
| ----------------- | ------------------- | ------------------------------------------------------ |
| Eriksen 42'       | (1 – 2) Jegyzőkönyv | 22' Gabriel Jesus 25' (11-esből) Gündoğan 72' Sterling |

| Wembley Stadion, London Nézőszám: 80 811 Játékvezető: Jonathan Moss |

| 2018. április 22. 17:30 CEST 35. forduló |

| Manchester City                                                | 5 – 0               | Swansea City |
| -------------------------------------------------------------- | ------------------- | ------------ |
| D. Silva 12' Sterling 16' De Bruyne 54' B. Silva 64' Jesus 88' | (2 – 0) Jegyzőkönyv |              |

| City of Manchester Stadion, Manchester Nézőszám: 54 387 Játékvezető: Craig Pawson |

| 2018. április 29. 15:15 CEST 36. forduló |

| West Ham United | 1 – 4               | Manchester City                                         |
| --------------- | ------------------- | ------------------------------------------------------- |
| Cresswell 42'   | (1 – 2) Jegyzőkönyv | 13' Sané 27' Zabaleta 53' Gabriel Jesus 64' Fernandinho |

| Olimpiai Stadion, London Nézőszám: 56 904 Játékvezető: Neil Swarbrick |

| 2018. április 7. 18:30 CEST 33. forduló |

| Manchester City          | 2 – 3               | Manchester United          |
| ------------------------ | ------------------- | -------------------------- |
| Kompany 25' Gündoğan 30' | (2 – 0) Jegyzőkönyv | 53' 55' Pogba 69' Smalling |

| City of Manchester Stadion, Manchester Nézőszám: 54 259 Játékvezető: Martin Atkinson |

| 2018. április 14. 20:45 CEST 34. forduló |

| Tottenham Hotspur | 1 – 3               | Manchester City                                        |
| ----------------- | ------------------- | ------------------------------------------------------ |
| Eriksen 42'       | (1 – 2) Jegyzőkönyv | 22' Gabriel Jesus 25' (11-esből) Gündoğan 72' Sterling |

| Wembley Stadion, London Nézőszám: 80 811 Játékvezető: Jonathan Moss |

| 2018. április 22. 17:30 CEST 35. forduló |

| Manchester City                                                | 5 – 0               | Swansea City |
| -------------------------------------------------------------- | ------------------- | ------------ |
| D. Silva 12' Sterling 16' De Bruyne 54' B. Silva 64' Jesus 88' | (2 – 0) Jegyzőkönyv |              |

| City of Manchester Stadion, Manchester Nézőszám: 54 387 Játékvezető: Craig Pawson |

| 2018. április 29. 15:15 CEST 36. forduló |

| West Ham United | 1 – 4               | Manchester City                                         |
| --------------- | ------------------- | ------------------------------------------------------- |
| Cresswell 42'   | (1 – 2) Jegyzőkönyv | 13' Sané 27' Zabaleta 53' Gabriel Jesus 64' Fernandinho |

| Olimpiai Stadion, London Nézőszám: 56 904 Játékvezető: Neil Swarbrick |

| 2018. május 6. 14:30 CEST 37. forduló |

| Manchester City | 0 – 0       | Huddersfield Town |
| --------------- | ----------- | ----------------- |
|                 | Jegyzőkönyv |                   |

| City of Manchester Stadion, Manchester Nézőszám: 54 350 Játékvezető: Mike Dean |

| 2018. május 9. 21:00 CEST 31. forduló |

| Manchester City                         | 3 – 1               | Brighton & Hove Albion |
| --------------------------------------- | ------------------- | ---------------------- |
| Danilo 16' B. Silva 34' Fernandinho 72' | (2 – 1) Jegyzőkönyv | 20' Ulloa              |

| City of Manchester Stadion, Manchester Nézőszám: 54 013 Játékvezető: Paul Tierney |

| 2018. május 13. 16:00 CEST 38. forduló |

| Southampton | 0 – 1               | Manchester City   |
| ----------- | ------------------- | ----------------- |
|             | (0 – 0) Jegyzőkönyv | 94' Gabriel Jesus |

| St. Mary Stadion, Southampton Nézőszám: 31882 Játékvezető: Andre Marriner |

| 2018. május 6. 14:30 CEST 37. forduló |

| Manchester City | 0 – 0       | Huddersfield Town |
| --------------- | ----------- | ----------------- |
|                 | Jegyzőkönyv |                   |

| City of Manchester Stadion, Manchester Nézőszám: 54 350 Játékvezető: Mike Dean |

| 2018. május 9. 21:00 CEST 31. forduló |

| Manchester City                         | 3 – 1               | Brighton & Hove Albion |
| --------------------------------------- | ------------------- | ---------------------- |
| Danilo 16' B. Silva 34' Fernandinho 72' | (2 – 1) Jegyzőkönyv | 20' Ulloa              |

| City of Manchester Stadion, Manchester Nézőszám: 54 013 Játékvezető: Paul Tierney |

| 2018. május 13. 16:00 CEST 38. forduló |

| Southampton | 0 – 1               | Manchester City   |
| ----------- | ------------------- | ----------------- |
|             | (0 – 0) Jegyzőkönyv | 94' Gabriel Jesus |

| St. Mary Stadion, Southampton Nézőszám: 31882 Játékvezető: Andre Marriner |

#### Bajnoki tabella
| Hely. | Csapat                   | M  | Gy | D  | V  | G+  | G– | Gk  | P   | Továbbjutás vagy kiesés       |
| ----- | ------------------------ | -- | -- | -- | -- | --- | -- | --- | --- | ----------------------------- |
| 1.    | Manchester City (B)      | 38 | 32 | 4  | 2  | 106 | 27 | +79 | 100 | Bajnokok Ligája-csoportkör    |
| 2.    | Manchester United        | 38 | 25 | 6  | 7  | 68  | 28 | +40 | 81  | Bajnokok Ligája-csoportkör    |
| 3.    | Tottenham Hotspur        | 38 | 23 | 8  | 7  | 74  | 36 | +38 | 77  | Bajnokok Ligája-csoportkör    |
| 4.    | Liverpool                | 38 | 21 | 12 | 5  | 84  | 38 | +46 | 75  | Bajnokok Ligája-csoportkör    |
| 5.    | Chelsea (C)              | 38 | 21 | 7  | 10 | 62  | 38 | +24 | 70  | Európa-liga-csoportkör        |
| 6.    | Arsenal                  | 38 | 19 | 6  | 13 | 74  | 51 | +23 | 63  | Európa-liga-csoportkör        |
| 7.    | Burnley                  | 38 | 14 | 12 | 12 | 36  | 39 | −3  | 54  | Európa-liga 2. selejtezőkör   |
| 8.    | Everton                  | 38 | 13 | 10 | 15 | 44  | 58 | −14 | 49  |                               |
| 9.    | Leicester City           | 38 | 12 | 11 | 15 | 56  | 60 | −4  | 47  |                               |
| 10.   | Newcastle United         | 38 | 12 | 8  | 18 | 39  | 47 | −8  | 44  |                               |
| 11.   | Crystal Palace           | 38 | 11 | 11 | 16 | 45  | 55 | −10 | 44  |                               |
| 12.   | Bournemouth              | 38 | 11 | 11 | 16 | 45  | 61 | −16 | 44  |                               |
| 13.   | West Ham United          | 38 | 10 | 12 | 16 | 48  | 68 | −20 | 42  |                               |
| 14.   | Watford                  | 38 | 11 | 8  | 19 | 44  | 64 | −20 | 41  |                               |
| 15.   | Brighton & Hove Albion   | 38 | 9  | 13 | 16 | 34  | 54 | −20 | 40  |                               |
| 16.   | Huddersfield Town        | 38 | 9  | 10 | 19 | 28  | 58 | −30 | 37  |                               |
| 17.   | Southampton              | 38 | 7  | 15 | 16 | 37  | 56 | −19 | 36  |                               |
| 18.   | Swansea City (K)         | 38 | 8  | 9  | 21 | 28  | 56 | −28 | 33  | Kiesett az EFL Championshipbe |
| 19.   | Stoke City (K)           | 38 | 7  | 12 | 19 | 35  | 68 | −33 | 33  | Kiesett az EFL Championshipbe |
| 20.   | West Bromwich Albion (K) | 38 | 6  | 13 | 19 | 31  | 56 | −25 | 31  | Kiesett az EFL Championshipbe |

### FA-kupa
| 2018. január 6. 16:00 CET |

| Manchester City                      | 4 – 1               | Burnley    |
| ------------------------------------ | ------------------- | ---------- |
| Agüero 56' 58' Sané 71' B. Silva 82' | (0 – 1) Jegyzőkönyv | 25' Barnes |

| City of Manchester Stadion, Manchester Játékvezető: Graham Scott |

| 2018. január 6. 16:00 CET |

| Manchester City                      | 4 – 1               | Burnley    |
| ------------------------------------ | ------------------- | ---------- |
| Agüero 56' 58' Sané 71' B. Silva 82' | (0 – 1) Jegyzőkönyv | 25' Barnes |

| City of Manchester Stadion, Manchester Játékvezető: Graham Scott |

| 2018. január 28. 17:00 CET |

| Cardiff City | 0 – 2               | Manchester City           |
| ------------ | ------------------- | ------------------------- |
|              | (0 – 2) Jegyzőkönyv | 8' De Bruyne 37' Sterling |

| Cardiff City Stadion, Cardiff Nézőszám: 32 339 Játékvezető: Lee Mason |

| 2018. február 19. 20:55 CET |

| Wigan Athletic | 1 – 0               | Manchester City |
| -------------- | ------------------- | --------------- |
| Grigg 79'      | (0 – 0) Jegyzőkönyv |                 |

| DW Stadion, Wigan Nézőszám: 19 242 Játékvezető: Anthony Taylor |

| 2018. február 19. 20:55 CET |

| Wigan Athletic | 1 – 0               | Manchester City |
| -------------- | ------------------- | --------------- |
| Grigg 79'      | (0 – 0) Jegyzőkönyv |                 |

| DW Stadion, Wigan Nézőszám: 19 242 Játékvezető: Anthony Taylor |

| 2018. január 28. 17:00 CET |

| Cardiff City | 0 – 2               | Manchester City           |
| ------------ | ------------------- | ------------------------- |
|              | (0 – 2) Jegyzőkönyv | 8' De Bruyne 37' Sterling |

| Cardiff City Stadion, Cardiff Nézőszám: 32 339 Játékvezető: Lee Mason |

| 2018. február 19. 20:55 CET |

| Wigan Athletic | 1 – 0               | Manchester City |
| -------------- | ------------------- | --------------- |
| Grigg 79'      | (0 – 0) Jegyzőkönyv |                 |

| DW Stadion, Wigan Nézőszám: 19 242 Játékvezető: Anthony Taylor |

| 2018. február 19. 20:55 CET |

| Wigan Athletic | 1 – 0               | Manchester City |
| -------------- | ------------------- | --------------- |
| Grigg 79'      | (0 – 0) Jegyzőkönyv |                 |

| DW Stadion, Wigan Nézőszám: 19 242 Játékvezető: Anthony Taylor |

### Ligakupa
| 2017. szeptember 18. 21:00 CEST |

| West Bromwich Albion | 1 – 2               | Manchester City |
| -------------------- | ------------------- | --------------- |
| Yacob 71'            | (0 – 1) Jegyzőkönyv | 3' 76' Sané     |

| The Hawthorns, West Bromwich Nézőszám: 14 953 Játékvezető: Mike Jones |

| 2017. szeptember 18. 21:00 CEST |

| West Bromwich Albion | 1 – 2               | Manchester City |
| -------------------- | ------------------- | --------------- |
| Yacob 71'            | (0 – 1) Jegyzőkönyv | 3' 76' Sané     |

| The Hawthorns, West Bromwich Nézőszám: 14 953 Játékvezető: Mike Jones |

| 2017. október 24. 21:00 CEST |

| Manchester City             | 0 – 0 (h. u.)                     | Wolverhampton          |
| --------------------------- | --------------------------------- | ---------------------- |
|                             | (0 – 0, 0 – 0, 0 – 0) Jegyzőkönyv |                        |
| Büntetőpárbaj               |                                   |                        |
| De Bruyne Touré Sané Agüero | 4 – 1                             | Bonatini N’Diaye Coady |

| City of Manchester Stadion, Manchester Nézőszám: 50 755 Játékvezető: Kevin Friend |

| 2017. október 24. 21:00 CEST |

| Manchester City             | 0 – 0 (h. u.)                     | Wolverhampton          |
| --------------------------- | --------------------------------- | ---------------------- |
|                             | (0 – 0, 0 – 0, 0 – 0) Jegyzőkönyv |                        |
| Büntetőpárbaj               |                                   |                        |
| De Bruyne Touré Sané Agüero | 4 – 1                             | Bonatini N’Diaye Coady |

| City of Manchester Stadion, Manchester Nézőszám: 50 755 Játékvezető: Kevin Friend |

| 2017. december 19. 20:45 CET |

| Leicester City                    | 1 – 1 (h. u.)                     | Manchester City                     |
| --------------------------------- | --------------------------------- | ----------------------------------- |
| Vardy 97' (11-esből)              | (0 – 1, 1 – 1, 1 – 1) Jegyzőkönyv | 26' B. Silva                        |
| Büntetőpárbaj                     |                                   |                                     |
| Fuchs Maguire Iborra Vardy Mahrez | 3 – 4                             | Gündoğan Touré Nmecha Gabriel Jesus |

| King Power Stadion, Leicester Nézőszám: 31 562 Játékvezető: Robert Madley |

| 2017. december 19. 20:45 CET |

| Leicester City                    | 1 – 1 (h. u.)                     | Manchester City                     |
| --------------------------------- | --------------------------------- | ----------------------------------- |
| Vardy 97' (11-esből)              | (0 – 1, 1 – 1, 1 – 1) Jegyzőkönyv | 26' B. Silva                        |
| Büntetőpárbaj                     |                                   |                                     |
| Fuchs Maguire Iborra Vardy Mahrez | 3 – 4                             | Gündoğan Touré Nmecha Gabriel Jesus |

| King Power Stadion, Leicester Nézőszám: 31 562 Játékvezető: Robert Madley |

| 2018. január 9. 20:45 CET 1. mérkőzés |

| Manchester City          | 2 – 1               | Bristol City        |
| ------------------------ | ------------------- | ------------------- |
| De Bruyne 55' Agüero 92' | (0 – 1) Jegyzőkönyv | 44' (11-esből) Reid |

| City of Manchester Stadion, Manchester Nézőszám: 43 426 Játékvezető: Anthony Taylor |

| 2018. január 23. 20:45 CET 2. mérkőzés |

| Bristol City       | 2 – 3               | Manchester City                   |
| ------------------ | ------------------- | --------------------------------- |
| Pack 64' Flint 94' | (0 – 1) Jegyzőkönyv | 43' Sané 49' Agüero 96' De Bruyne |

| Ashton Gate, Bristol Nézőszám: 26 003 Játékvezető: Graham Scott |

| 2018. január 9. 20:45 CET 1. mérkőzés |

| Manchester City          | 2 – 1               | Bristol City        |
| ------------------------ | ------------------- | ------------------- |
| De Bruyne 55' Agüero 92' | (0 – 1) Jegyzőkönyv | 44' (11-esből) Reid |

| City of Manchester Stadion, Manchester Nézőszám: 43 426 Játékvezető: Anthony Taylor |

| 2018. január 23. 20:45 CET 2. mérkőzés |

| Bristol City       | 2 – 3               | Manchester City                   |
| ------------------ | ------------------- | --------------------------------- |
| Pack 64' Flint 94' | (0 – 1) Jegyzőkönyv | 43' Sané 49' Agüero 96' De Bruyne |

| Ashton Gate, Bristol Nézőszám: 26 003 Játékvezető: Graham Scott |

| 2018. február 25. 17:30 CET |

| Arsenal | 0 – 3               | Manchester City                     |
| ------- | ------------------- | ----------------------------------- |
|         | (0 – 1) Jegyzőkönyv | 18' Agüero 58' Kompany 65' D. Silva |

| Wembley Stadion, London Nézőszám: 85 671 Játékvezető: Craig Pawson |

| 2018. február 25. 17:30 CET |

| Arsenal | 0 – 3               | Manchester City                     |
| ------- | ------------------- | ----------------------------------- |
|         | (0 – 1) Jegyzőkönyv | 18' Agüero 58' Kompany 65' D. Silva |

| Wembley Stadion, London Nézőszám: 85 671 Játékvezető: Craig Pawson |

### Bajnokok Ligája
| 2017. szeptember 13. 20:45 CEST |

| Feyenoord | 0 – 4               | Manchester City                            |
| --------- | ------------------- | ------------------------------------------ |
|           | (0 – 3) Jegyzőkönyv | 2' 63' Stones 10' Agüero 25' Gabriel Jesus |

| Feijenoord Stadion, Rotterdam Nézőszám: 43 500 Játékvezető: Szymon Marciniak (lengyel) |

| 2017. szeptember 26. 20:45 CEST |

| Manchester City            | 2 – 0               | Sahtar Doneck |
| -------------------------- | ------------------- | ------------- |
| De Bruyne 48' Sterling 90' | (0 – 0) Jegyzőkönyv |               |

| City of Manchester Stadion, Manchester Nézőszám: 45 310 Játékvezető: Manuel Jorge de Sousa (portugál) |

| 2017. október 17. 20:45 CEST |

| Manchester City               | 2 – 1               | Napoli                 |
| ----------------------------- | ------------------- | ---------------------- |
| Sterling 9' Gabriel Jesus 13' | (2 – 0) Jegyzőkönyv | 73' (11-esből) Diawara |

| City of Manchester Stadion, Manchester Játékvezető: Antonio Mateu Lahoz (spanyol) |

| 2017. november 1. 20:45 CET |

| Napoli                              | 2 – 4               | Manchester City                                 |
| ----------------------------------- | ------------------- | ----------------------------------------------- |
| Insigne 21' Jorginho 62' (11-esből) | (1 – 1) Jegyzőkönyv | 34' Otamendi 48' Stones 69' Agüero 92' Sterling |

| San Paolo Stadion, Nápoly Játékvezető: Felix Brych (német) |

| 2017. november 21. 20:45 CET |

| Manchester City | 1 – 0               | Feyenoord |
| --------------- | ------------------- | --------- |
| Sterling 88'    | (0 – 0) Jegyzőkönyv |           |

| City of Manchester Stadion, Manchester Játékvezető: Ivan Kružliak (szlovák) |

| 2017. december 6. 20:45 CET |

| Sahtar Doneck           | 2 – 1               | Manchester City       |
| ----------------------- | ------------------- | --------------------- |
| Bernard 26' Ismaily 32' | (2 – 0) Jegyzőkönyv | 92' (11-esből) Agüero |

| Metaliszt stadion, Harkiv Játékvezető: Benoît Bastien (francia) |

| Csapat          | M | Gy | D | V | G+ | G– | Gk | P  |
| --------------- | - | -- | - | - | -- | -- | -- | -- |
| Manchester City | 6 | 5  | 0 | 1 | 14 | 5  | +9 | 15 |
| Sahtar Doneck   | 6 | 4  | 0 | 2 | 9  | 9  | 0  | 12 |
| Napoli          | 6 | 2  | 0 | 4 | 11 | 11 | 0  | 6  |
| Feyenoord       | 6 | 1  | 0 | 5 | 5  | 14 | –9 | 3  |

|                 | MNC | SHA | FEY | NAP |
| --------------- | --- | --- | --- | --- |
| Manchester City | –   | 2–0 | 1–0 | 2–1 |
| Sahtar Doneck   | 2–1 | –   | 3–1 | 2–1 |
| Feyenoord       | 0–4 | 1–2 | –   | 2–1 |
| Napoli          | 2–4 | 3–0 | 3–1 | –   |

| Csapat          | M | Gy | D | V | G+ | G– | Gk | P  |
| --------------- | - | -- | - | - | -- | -- | -- | -- |
| Manchester City | 6 | 5  | 0 | 1 | 14 | 5  | +9 | 15 |
| Sahtar Doneck   | 6 | 4  | 0 | 2 | 9  | 9  | 0  | 12 |
| Napoli          | 6 | 2  | 0 | 4 | 11 | 11 | 0  | 6  |
| Feyenoord       | 6 | 1  | 0 | 5 | 5  | 14 | –9 | 3  |

|                 | MNC | SHA | FEY | NAP |
| --------------- | --- | --- | --- | --- |
| Manchester City | –   | 2–0 | 1–0 | 2–1 |
| Sahtar Doneck   | 2–1 | –   | 3–1 | 2–1 |
| Feyenoord       | 0–4 | 1–2 | –   | 2–1 |
| Napoli          | 2–4 | 3–0 | 3–1 | –   |

| 2017. szeptember 13. 20:45 CEST |

| Feyenoord | 0 – 4               | Manchester City                            |
| --------- | ------------------- | ------------------------------------------ |
|           | (0 – 3) Jegyzőkönyv | 2' 63' Stones 10' Agüero 25' Gabriel Jesus |

| Feijenoord Stadion, Rotterdam Nézőszám: 43 500 Játékvezető: Szymon Marciniak (lengyel) |

| 2017. szeptember 26. 20:45 CEST |

| Manchester City            | 2 – 0               | Sahtar Doneck |
| -------------------------- | ------------------- | ------------- |
| De Bruyne 48' Sterling 90' | (0 – 0) Jegyzőkönyv |               |

| City of Manchester Stadion, Manchester Nézőszám: 45 310 Játékvezető: Manuel Jorge de Sousa (portugál) |

| 2017. október 17. 20:45 CEST |

| Manchester City               | 2 – 1               | Napoli                 |
| ----------------------------- | ------------------- | ---------------------- |
| Sterling 9' Gabriel Jesus 13' | (2 – 0) Jegyzőkönyv | 73' (11-esből) Diawara |

| City of Manchester Stadion, Manchester Játékvezető: Antonio Mateu Lahoz (spanyol) |

| 2017. november 1. 20:45 CET |

| Napoli                              | 2 – 4               | Manchester City                                 |
| ----------------------------------- | ------------------- | ----------------------------------------------- |
| Insigne 21' Jorginho 62' (11-esből) | (1 – 1) Jegyzőkönyv | 34' Otamendi 48' Stones 69' Agüero 92' Sterling |

| San Paolo Stadion, Nápoly Játékvezető: Felix Brych (német) |

| 2017. november 21. 20:45 CET |

| Manchester City | 1 – 0               | Feyenoord |
| --------------- | ------------------- | --------- |
| Sterling 88'    | (0 – 0) Jegyzőkönyv |           |

| City of Manchester Stadion, Manchester Játékvezető: Ivan Kružliak (szlovák) |

| 2017. december 6. 20:45 CET |

| Sahtar Doneck           | 2 – 1               | Manchester City       |
| ----------------------- | ------------------- | --------------------- |
| Bernard 26' Ismaily 32' | (2 – 0) Jegyzőkönyv | 92' (11-esből) Agüero |

| Metaliszt stadion, Harkiv Játékvezető: Benoît Bastien (francia) |

| Csapat          | M | Gy | D | V | G+ | G– | Gk | P  |
| --------------- | - | -- | - | - | -- | -- | -- | -- |
| Manchester City | 6 | 5  | 0 | 1 | 14 | 5  | +9 | 15 |
| Sahtar Doneck   | 6 | 4  | 0 | 2 | 9  | 9  | 0  | 12 |
| Napoli          | 6 | 2  | 0 | 4 | 11 | 11 | 0  | 6  |
| Feyenoord       | 6 | 1  | 0 | 5 | 5  | 14 | –9 | 3  |

|                 | MNC | SHA | FEY | NAP |
| --------------- | --- | --- | --- | --- |
| Manchester City | –   | 2–0 | 1–0 | 2–1 |
| Sahtar Doneck   | 2–1 | –   | 3–1 | 2–1 |
| Feyenoord       | 0–4 | 1–2 | –   | 2–1 |
| Napoli          | 2–4 | 3–0 | 3–1 | –   |

| Csapat          | M | Gy | D | V | G+ | G– | Gk | P  |
| --------------- | - | -- | - | - | -- | -- | -- | -- |
| Manchester City | 6 | 5  | 0 | 1 | 14 | 5  | +9 | 15 |
| Sahtar Doneck   | 6 | 4  | 0 | 2 | 9  | 9  | 0  | 12 |
| Napoli          | 6 | 2  | 0 | 4 | 11 | 11 | 0  | 6  |
| Feyenoord       | 6 | 1  | 0 | 5 | 5  | 14 | –9 | 3  |

|                 | MNC | SHA | FEY | NAP |
| --------------- | --- | --- | --- | --- |
| Manchester City | –   | 2–0 | 1–0 | 2–1 |
| Sahtar Doneck   | 2–1 | –   | 3–1 | 2–1 |
| Feyenoord       | 0–4 | 1–2 | –   | 2–1 |
| Napoli          | 2–4 | 3–0 | 3–1 | –   |

| 2018. február 13. 20:45 CET |

| FC Basel | 0 – 4               | Manchester City                          |
| -------- | ------------------- | ---------------------------------------- |
|          | (0 – 3) Jegyzőkönyv | 14' 53' Gündoğan 18' B. Silva 23' Agüero |

| St. Jakob-Park, Bázel Nézőszám: 36 000 Játékvezető: Jonas Eriksson (svéd) |

| 2018. március 7. 20:45 CET |

| Manchester City  | 1 – 2               | FC Basel                 |
| ---------------- | ------------------- | ------------------------ |
| Gabriel Jesus 8' | (1 – 1) Jegyzőkönyv | 17' Elyounoussi 71' Lang |

| City of Manchester Stadion, Manchester Nézőszám: 49 411 Játékvezető: Pavel Královec (cseh) |

| 2018. február 13. 20:45 CET |

| FC Basel | 0 – 4               | Manchester City                          |
| -------- | ------------------- | ---------------------------------------- |
|          | (0 – 3) Jegyzőkönyv | 14' 53' Gündoğan 18' B. Silva 23' Agüero |

| St. Jakob-Park, Bázel Nézőszám: 36 000 Játékvezető: Jonas Eriksson (svéd) |

| 2018. március 7. 20:45 CET |

| Manchester City  | 1 – 2               | FC Basel                 |
| ---------------- | ------------------- | ------------------------ |
| Gabriel Jesus 8' | (1 – 1) Jegyzőkönyv | 17' Elyounoussi 71' Lang |

| City of Manchester Stadion, Manchester Nézőszám: 49 411 Játékvezető: Pavel Královec (cseh) |

| 2018. április 4. 20:45 CEST |

| Liverpool                                  | 3 – 0               | Manchester City |
| ------------------------------------------ | ------------------- | --------------- |
| Szaláh 12' Oxlade-Chamberlain 21' Mané 31' | (3 – 0) Jegyzőkönyv |                 |

| Anfield Stadion, Liverpool Játékvezető: Felix Brych (német) |

| 2018. április 10. 20:45 CEST |

| Manchester City  | 1 – 2               | Liverpool              |
| ---------------- | ------------------- | ---------------------- |
| Gabriel Jesus 2' | (1 – 0) Jegyzőkönyv | 56' Szaláh 77' Firmino |

| City of Manchester Stadion, Manchester Nézőszám: 53 461 Játékvezető: Antonio Mateu Lahoz (spanyol) |

| 2018. április 4. 20:45 CEST |

| Liverpool                                  | 3 – 0               | Manchester City |
| ------------------------------------------ | ------------------- | --------------- |
| Szaláh 12' Oxlade-Chamberlain 21' Mané 31' | (3 – 0) Jegyzőkönyv |                 |

| Anfield Stadion, Liverpool Játékvezető: Felix Brych (német) |

| 2018. április 10. 20:45 CEST |

| Manchester City  | 1 – 2               | Liverpool              |
| ---------------- | ------------------- | ---------------------- |
| Gabriel Jesus 2' | (1 – 0) Jegyzőkönyv | 56' Szaláh 77' Firmino |

| City of Manchester Stadion, Manchester Nézőszám: 53 461 Játékvezető: Antonio Mateu Lahoz (spanyol) |

## Statisztikák

### Gólok
| #        | Nemz.    | Játékos          | Poszt       | PL  | FA-kupa | Ligakupa | BL | Összesen |
| -------- | -------- | ---------------- | ----------- | --- | ------- | -------- | -- | -------- |
| 10       | ARG      | Sergio Agüero    | csatár      | 21  | 2       | 3        | 4  | 30       |
| 7        | ENG      | Raheem Sterling  | csatár      | 18  | 1       | 0        | 4  | 23       |
| 33       | BRA      | Gabriel Jesus    | csatár      | 13  | 0       | 0        | 4  | 17       |
| 19       | GER      | Leroy Sané       | csatár      | 10  | 1       | 3        | 0  | 14       |
| 17       | BEL      | Kevin De Bruyne  | középpályás | 8   | 1       | 2        | 1  | 12       |
| 21       | ESP      | David Silva      | középpályás | 9   | 0       | 1        | 0  | 10       |
| 20       | POR      | Bernardo Silva   | csatár      | 6   | 1       | 1        | 1  | 9        |
| 8        | GER      | İlkay Gündoğan   | középpályás | 4   | 0       | 0        | 2  | 6        |
| 25       | BRA      | Fernandinho      | középpályás | 5   | 0       | 0        | 0  | 5        |
| 30       | ARG      | Nicolás Otamendi | hátvéd      | 4   | 0       | 0        | 1  | 5        |
| 5        | ENG      | John Stones      | hátvéd      | 0   | 0       | 0        | 3  | 3        |
| 3        | BRA      | Danilo           | középpályás | 3   | 0       | 0        | 0  | 3        |
| 4        | BEL      | Vincent Kompany  | középpályás | 1   | 0       | 1        | 0  | 2        |
| 18       | ENG      | Fabian Delph     | középpályás | 1   | 0       | 0        | 0  | 1        |
| öngól    | öngól    | öngól            | öngól       | 3   | 0       | 0        | 0  | 3        |
| Összesen | Összesen | Összesen         | Összesen    | 106 | 6       | 11       | 20 | 143      |

### Lapok
| #        | Nemz.            | Játékos              | Poszt       | PL        | PL                                   | PL        | FA-kupa   | FA-kupa                              | FA-kupa   | Ligakupa  | Ligakupa                             | Ligakupa  | BL        | BL                                   | BL        | Összesen  | Összesen                             | Összesen  |
| #        | Nemz.            | Játékos              | Poszt       | Sárga lap | sárga lap · 2. sárga lap · kiállítva | kiállítva | Sárga lap | sárga lap · 2. sárga lap · kiállítva | kiállítva | Sárga lap | sárga lap · 2. sárga lap · kiállítva | kiállítva | Sárga lap | sárga lap · 2. sárga lap · kiállítva | kiállítva | Sárga lap | sárga lap · 2. sárga lap · kiállítva | kiállítva |
| -------- | ---------------- | -------------------- | ----------- | --------- | ------------------------------------ | --------- | --------- | ------------------------------------ | --------- | --------- | ------------------------------------ | --------- | --------- | ------------------------------------ | --------- | --------- | ------------------------------------ | --------- |
| 25       | Brazília         | Fernandinho          | középpályás | 8         | 0                                    | 0         | 1         | 0                                    | 0         | 1         | 0                                    | 0         | 2         | 0                                    | 0         | 12        | 0                                    | 0         |
| 30       | Argentína        | Nicolás Otamendi     | középpályás | 9         | 0                                    | 0         | 0         | 0                                    | 0         | 0         | 0                                    | 0         | 2         | 0                                    | 0         | 11        | 0                                    | 0         |
| 33       | Brazília         | Gabriel Jesus        | csatár      | 6         | 0                                    | 0         | 0         | 0                                    | 0         | 0         | 0                                    | 0         | 2         | 0                                    | 0         | 8         | 0                                    | 0         |
| 4        | Belgium          | Vincent Kompany      | hátvéd      | 6         | 0                                    | 0         | 0         | 0                                    | 0         | 1         | 0                                    | 0         | 0         | 0                                    | 0         | 7         | 0                                    | 0         |
| 3        | Brazília         | Danilo               | hátvéd      | 2         | 0                                    | 0         | 1         | 0                                    | 0         | 2         | 0                                    | 0         | 2         | 0                                    | 0         | 7         | 0                                    | 0         |
| 7        | Anglia           | Raheem Sterling      | csatár      | 4         | 1                                    | 0         | 0         | 0                                    | 0         | 1         | 0                                    | 0         | 1         | 0                                    | 0         | 6         | 1                                    | 0         |
| 8        | Németország      | İlkay Gündoğan       | középpályás | 3         | 0                                    | 0         | 0         | 0                                    | 0         | 1         | 0                                    | 0         | 2         | 0                                    | 0         | 6         | 0                                    | 0         |
| 21       | Spanyolország    | David Silva          | középpályás | 5         | 0                                    | 0         | 0         | 0                                    | 0         | 1         | 0                                    | 0         | 0         | 0                                    | 0         | 6         | 0                                    | 0         |
| 17       | Belgium          | Kevin De Bruyne      | középpályás | 2         | 0                                    | 0         | 0         | 0                                    | 0         | 0         | 0                                    | 0         | 4         | 0                                    | 0         | 6         | 0                                    | 0         |
| 19       | Németország      | Leroy Sané           | középpályás | 4         | 0                                    | 0         | 0         | 0                                    | 0         | 1         | 0                                    | 0         | 0         | 0                                    | 0         | 5         | 0                                    | 0         |
| 2        | Anglia           | Kyle Walker          | hátvéd      | 3         | 1                                    | 0         | 0         | 0                                    | 0         | 1         | 0                                    | 0         | 1         | 0                                    | 0         | 5         | 1                                    | 0         |
| 18       | Anglia           | Fabian Delph         | középpályás | 2         | 0                                    | 0         | 0         | 0                                    | 1         | 1         | 0                                    | 0         | 0         | 0                                    | 0         | 3         | 0                                    | 1         |
| 22       | Franciaország    | Benjamin Mendy       | hátvéd      | 2         | 0                                    | 0         | 0         | 0                                    | 0         | 0         | 0                                    | 0         | 0         | 0                                    | 0         | 2         | 0                                    | 0         |
| 42       | Elefántcsontpart | Yaya Touré           | középpályás | 1         | 0                                    | 0         | 0         | 0                                    | 0         | 1         | 0                                    | 0         | 0         | 0                                    | 0         | 2         | 0                                    | 0         |
| 10       | Argentína        | Sergio Agüero        | középpályás | 2         | 0                                    | 0         | 0         | 0                                    | 0         | 0         | 0                                    | 0         | 0         | 0                                    | 0         | 2         | 0                                    | 0         |
| 15       | Franciaország    | Eliaquim Mangala     | hátvéd      | 0         | 0                                    | 0         | 0         | 0                                    | 0         | 0         | 0                                    | 0         | 1         | 0                                    | 0         | 1         | 0                                    | 0         |
| 14       | Franciaország    | Aymeric Laporte      | hátvéd      | 1         | 0                                    | 0         | 0         | 0                                    | 0         | 0         | 0                                    | 0         | 0         | 0                                    | 0         | 1         | 0                                    | 0         |
| 20       | Portugália       | Bernardo Silva       | középpályás | 0         | 0                                    | 0         | 0         | 0                                    | 0         | 0         | 0                                    | 0         | 1         | 0                                    | 0         | 1         | 0                                    | 0         |
| 31       | Brazília         | Ederson Moraes       | kapus       | 0         | 0                                    | 0         | 0         | 0                                    | 0         | 0         | 0                                    | 0         | 1         | 0                                    | 0         | 1         | 0                                    | 0         |
| 35       | Ukrajna          | Olekszandr Zincsenko | középpályás | 1         | 0                                    | 0         | 0         | 0                                    | 0         | 0         | 0                                    | 0         | 0         | 0                                    | 0         | 1         | 0                                    | 0         |
| Összesen | Összesen         | Összesen             | Összesen    | 60        | 2                                    | 0         | 2         | 0                                    | 1         | 12        | 0                                    | 0         | 19        | 0                                    | 0         | 93        | 2                                    | 1         |

### Bajnoki helyezések fordulónként
| Forduló  | 1. | 2. | 3. | 4. | 5. | 6. | 7. | 8. | 9. | 10. | 11. | 12. | 13. | 14. | 15. | 16. | 17. | 18. | 19. |
| -------- | -- | -- | -- | -- | -- | -- | -- | -- | -- | --- | --- | --- | --- | --- | --- | --- | --- | --- | --- |
| Helyszín | I  | O  | I  | O  | I  | O  | I  | O  | O  | I   | O   | I   | I   | O   | O   | I   | I   | O   | O   |
| Eredmény | GY | D  | GY | GY | GY | GY | GY | GY | GY | GY  | GY  | GY  | GY  | GY  | GY  | GY  | GY  | GY  | GY  |
| Helyezés | 3. | 5. | 4. | 2. | 1. | 1. | 1. | 1. | 1. | 1.  | 1.  | 1.  | 1.  | 1.  | 1.  | 1.  | 1.  | 1.  | 1.  |

| Forduló  | 20. | 21. | 22. | 23. | 24. | 25. | 26. | 27. | 28. | 29. | 30. | 31. | 32. | 33. | 34. | 35. | 36. | 37. | 38. |
| -------- | --- | --- | --- | --- | --- | --- | --- | --- | --- | --- | --- | --- | --- | --- | --- | --- | --- | --- | --- |
| Helyszín | I   | I   | O   | I   | O   | O   | I   | O   | I   | O   | I   | O   | I   | O   | I   | O   | I   | O   | I   |
| Eredmény | GY  | D   | GY  | V   | GY  | GY  | D   | GY  | GY  | GY  | GY  | GY  | GY  | V   | GY  | GY  | GY  | GY  | GY  |
| Helyezés | 1.  | 1.  | 1.  | 1.  | 1.  | 1.  | 1.  | 1.  | 1.  | 1.  | 1.  | 1.  | 1.  | 1.  | 1.  | 1.  | 1.  | 1.  | 1.  |

Magyarázat
- GY: győzelem, D: döntetlen, V: vereség

### Kezdő 11
| Poz. | Név              | Kezdő | Egyéb kezdők                              |
| ---- | ---------------- | ----- | ----------------------------------------- |
| K    | Ederson Moraes   | 45    | Claudio Bravo 12                          |
| V    | Kyle Walker      | 43    | Vincent Kompany 21 Tosin Adarabioyo 3     |
| V    | John Stones      | 26    | Eliaquim Mangala 10 Danilo 25             |
| V    | Nicolás Otamendi | 45    | Benjamin Mendy 5 Phil Foden 3             |
| VKP  | Fernandinho      | 45    | Fabian Delph 27 Aymeric Laporte 13        |
| KP   | Bernardo Silva   | 27    | İlkay Gündoğan 29 Olekszandr Zincsenko 12 |
| KP   | Kevin De Bruyne  | 48    | Yaya Touré 8                              |
| KP   | David Silva      | 38    |                                           |
| KP   | Leroy Sané       | 41    |                                           |
| CS   | Sergio Agüero    | 32    | Brahim Diaz 1                             |
| CS   | Raheem Sterling  | 40    | Gabriel Jesus 28                          |

| Ederson Walker Stones Otamendiv Delph Fernandinho D. Silva Agüero Sané De Bruyne Sterling |

## Díjak

### Premier LeagueA hónap játékosa
A Premier League szponzora választja minden hónapban
| Hónap   | City-játékos  |
| ------- | ------------- |
| Október | Leroy Sané    |
| Január  | Sergio Agüero |

### PFAAz év csapata
| 2017–2018-as szezon | City-játékos     |
| ------------------- | ---------------- |
| hátvéd              | Kyle Walker      |
| hátvéd              | Nicolás Otamendi |
| középpályás         | David Silva      |
| középpályás         | Kevin De Bruyne  |
| csatár              | Sergio Agüero    |

### UEFAAz év csapata
| 2017-es év  | City-játékos    |
| ----------- | --------------- |
| középpályás | Kevin De Bruyne |

### Premier LeagueA hónap edzője
A Premier League szponzora választja minden hónapban
|                 | Hónap      |
| --------------- | ---------- |
| Josep Guardiola | Szeptember |
| Josep Guardiola | Október    |
| Josep Guardiola | November   |
| Josep Guardiola | December   |

### Premier LeagueAz év edzője
A Premier League szponzora választja a szezon végén. A 2017–2018-as szezonban a címet Josep Guardiola kapta.

### EtihadA hónap játékosa
A szurkolóktól a legtöbb szavazatot kapott játékos
| Hónap      | Játékos          |
| ---------- | ---------------- |
| Augusztus  | Raheem Sterling  |
| Szeptember | Kevin De Bruyne  |
| Október    | Kevin De Bruyne  |
| November   | Raheem Sterling  |
| December   | Nicolás Otamendi |
| Január     | Kevin De Bruyne  |
| Február    | Sergio Agüero    |
| Március    | David Silva      |

### EtihadAz év játékosa
A szurkolóktól a legtöbb szavazatot kapott játékos a szezon végén. A 2017–2018-as szezonban a díjat Kevin De Bruyne kapta.